# Hunden Attila
Hunden Attila eller Attilas oplevelser (originaltitel Les aventures d'Attila) er en tegneserie, der er skabt i 1967 af den belgiske forfatter Maurice Rosy og den schweiziske tegner Derib. Serien er en parodi på spionserier og handler om en hormonbehandlet, hyperintelligent hund, der kan tale og arbejder for den schweiziske kontraspionage.
Efter to albumlange historier blev Maurice Kornblum medforfatter, hvorved Derib fik mindre indflydelse på historierne. Han valgte at forlade projektet i 1973 efter fire albumlange historier og to korte. Historierne blev alle trykt i seriemagasinet Spirou, og de fire lange historier udkom desuden som album fra Dupuis.
I 1970 lavede Peyo en enkelt stribe, hvor Attila mødte Henrik og Hagbart. Den er udgivet i Spirou nr. 1682, 9. juli 1970.
Dupuis købte rettighederne til serien og prøvede i 1987 at genoplive den i Spirou med en enkelt lang historie, skrevet af Rosy og Kornblum og illustreret af Didgé. Derefter er det slut med nye historier.

## Oversigt
De første to album udkom på dansk i Trumfserien, hvor de også havde serietitlen Attilas oplevelser. Det tredje album blev udgivet under serietitlen Hunden Attila.
I 2020 udgav Forlaget Zoom alle Deribs historier i en indbundet bog.
| Hunden Attila – oversigt |                                                 |                                 |             |                                                            |                                            |                |
| Nr.                      | Fransksproget originaludgave                    | Fransksproget originaludgave    | Antal sider | Danske udgaver                                             | Danske udgaver                             | Danske udgaver |
| Nr.                      | Udgivet                                         | Titel                           | Antal sider | Titel (og udgave)                                          | Bog                                        |                |
| 1                        | Spirou nr. 1531 – 1551, 1967-08-17 – 1968-01-04 | Un métier de chien              | 44          | Et hundeliv (Trumfserien 20) Agent med bid i (bog)         | Attila – agent med bid i 978 87 7021 164 2 |                |
| 2                        | Spirou nr. 1574 – 1595, 1968-06-13 – 1968-11-07 | Attila au château               | 44          | Attila på slottet (Trumfserien 23) Attila på slottet (bog) | Attila – agent med bid i 978 87 7021 164 2 |                |
|                          | Spirou 1601, 1968-12-19                         | Le réveillon d'Attila           | 8           | Attilas juleaften (bog)                                    | Attila – agent med bid i 978 87 7021 164 2 |                |
| 3                        | Spirou nr. 1655 – 1675, 1970-01-01 – 1970-05-21 | Le mystère Z14                  | 44          | Attilas rival (Hunden Attila 3) Den mystiske Z 14 (bog)    | Attila – agent med bid i 978 87 7021 164 2 |                |
|                          | Spirou 1682, 1970-07-09                         | Attila                          | 2           | Attila (bog)                                               | Attila – agent med bid i 978 87 7021 164 2 |                |
| 4                        | Spirou nr. 1816 – 1834, 1973-02-01 – 1973-06-07 | La merveilleuse surprise d'Odée | 44          | Olivers vidunderlige overraskelse (bog)                    | Attila – agent med bid i 978 87 7021 164 2 |                |